# Ятаси
Ятаси (на английски: Yatasi) е северноамериканско индианско племе, част от Конфедерацията Кадо. „Ятасиш“ е дума от езика кадо и означава „другите хора“, може би имайки предвид различния от останалите диалекти кадо, който говорят. През 1690 г. Анри дьо Тонти споменава „ятасес“, натасе и чойи, които живеят на Ред Ривър, северозападно от начиточес. Днес се предполага, че натасе и чойи са подразделения на ятаси. В началото на 18 век французите ги приканват да се присъединят към начиточес, за да избегнат нападенията на чикасо от север. Една част се мести при начиточес, а друга отива при кадохадачо. По-късно е възможно някои от тях да са се върнали в старото си село, тъй като Джон Сибли пише през 1805 г., че 8 мъже и 25 жени и деца ятаси живеят на река Байю Стоуни Крийк. През 1826 г. общо 26 души живеят все още там. Впоследствие се сливат с останалите племена кадо.